# Isolaimium papillatum
Isolaimium papillatum is een rondwormensoort uit de familie van de Isolaimiidae. De wetenschappelijke naam van de soort is voor het eerst geldig gepubliceerd in 1920 door Cobb.